# Kanton Mirepoix
Mirepoix is een kanton van het Franse departement Ariège. Het kanton maakt deel uit van het arrondissement Pamiers. In tegenstelling tot de andere kantons van Ariège bleeft het kanton Mirepoix bij de landelijke kantonsherindelingen van 2015 ongewijzigd.

## Gemeenten
Het kanton Mirepoix omvat de volgende gemeenten:
- Aigues-Vives
- La Bastide-de-Bousignac
- La Bastide-sur-l'Hers
- Belloc
- Besset
- Camon
- Cazals-des-Baylès
- Coutens
- Dun
- Esclagne
- Lagarde
- Lapenne
- Laroque-d'Olmes
- Léran
- Limbrassac
- Malegoude
- Manses
- Mirepoix (hoofdplaats)
- Montbel
- Moulin-Neuf
- Le Peyrat
- Pradettes
- Régat
- Rieucros
- Roumengoux
- Saint-Félix-de-Tournegat
- Sainte-Foi
- Saint-Julien-de-Gras-Capou
- Saint-Quentin-la-Tour
- Tabre
- Teilhet
- Tourtrol
- Troye-d'Ariège
- Vals
- Viviès